# أنطون جوكوف (لاعب كرة قدم)
أنطون جوكوف (بالروسية: Жуков, Антон Анатольевич)‏ هو لاعب كرة قدم روسي في مركز الدفاع، ولد في 8 يوليو 1982 في تيخفين في روسيا. لعب مع أنجي محج قلعة وأورال يكاترينبورغ ولوخ إينيرجيا فلاديفوستوك وموردوفيا سارانسك.

## وصلات خارجية
- أنطون جوكوف (لاعب كرة قدم) على موقع قاعدة بيانات كرة القدم.إي يو (الإنجليزية)
- أنطون جوكوف (لاعب كرة قدم) على موقع Soccerway.com (الإنجليزية)